# 스테파노스 프네브마티코스 국제상
스테파노스 프네브마티코스 국제상(Stefanos Pnevmatikos International Award)은 헬라스 연구 기술 재단(Foundation for Research & Technology – Hellas, FORTH)에서 제정한 상으로, 1991년에 설립되어 1992년에 처음 수여되었다. 이 상은 비선형 물리학 연구자인 스테파노스 프네브마티코스(Stefanos Pnevmatikos)를 기리기 위해 명명되었다. 상은 비선형 물리학, 수리물리학, 또는 비선형 무질서 시스템 분야의 젊은 연구자들에게 매 2년마다 수여된다. 이 상은 크레타 대학교 물리학과에서 조정하며, 헬라스 연구 기술 재단이 후원한다. 위원회는 조지 P. 치로니스(George P. Tsironis)가 위원장을 맡고 있으며, 앨런 R. 비숍(Alan R. Bishop), 미셸 페이야르(Michel Peyrard), 세르주 오브리(Serge Aubry), 데이비드 켈리 캠벨(David Kelly Campbell), 블라디미르 E. 자카로프(Vladimir E. Zakharov) 등이 포함되어 있으며, 이전에는 아놀드 코세비치(Arnold Kosevich)와 알윈 스콧(Alwyn Scott)이 포함되어 있었다. 이 상은 그리스 국가 부채 위기로 인해 일시 중단되었다.

## 수상자
이 상은 다음 사람들에게 수여되었다.
- 1992: 로버트 신클레어 맥케이 (Robert Sinclair MacKay)
- 1994: 유리 키브샤르 (Yuri Kivshar)
- 1996: 조지 치로니스 (George P. Tsironis)
- 1998: 알렉세이 유스티노프 (Alexey Ustinov)
- 2000: 레이몬드 골드스타인 (Raymond E. Goldstein)
- 2002: 세르게이 플라크 (Sergej Flach)
- 2004: 피터 햄 (Peter Hamm)
- 2006: 샴피코스 코토스 (Tsampikos Kottos)
- 2008: 파나요티스 케브레키디스 (Panayotis G. Kevrekidis)

## 같이 보기
- 로버트 제로크
- 라르스 온사게르
- 에드워드 위튼